# Rodica (gora)
Rodica (1966 m) je zelo razgledna gora v Spodnjih Bohinjskih gorah v južnem delu Julijskih Alp. Leži v Triglavskem narodnem parku na meji med Bohinjem in Primorsko.

## Dostop
Rodico prečka dobro markirana planinska pot Slovenska planinska pot, ki vodi med Šijo in Črno Prstjo vseskozi po in v bližini glavnega grebena Spodnjih Bohinjskih gora. Orientacijsko najlažji in najmanj naporen dostop je od zgornje postaje vse leto obratujoče gondole na Vogel. Če imamo osebni avtomobil, so zelo praktični (2-3 ure trajajoči) tudi dostopi s koncev gozdnih cest na bohinjski (odcep pri Laškem Rovtu) ali primorski strani grebena (cesta iz Koritnice prek Ruta ali iz Kneže mimo Kneških Ravn do planine V Prodih).
- Pogled z Rodice na zahod proti Krnu prek grebenov Spodnjih Bohinjskih gora